# Ñacunday
Ñacunday è un centro abitato del Paraguay, nel Dipartimento dell'Alto Paraná. Forma uno dei 20 distretti del dipartimento.

## Popolazione
Al censimento del 2002 Ñacunday contava una popolazione urbana di 787 abitanti (8.403 nel distretto). 

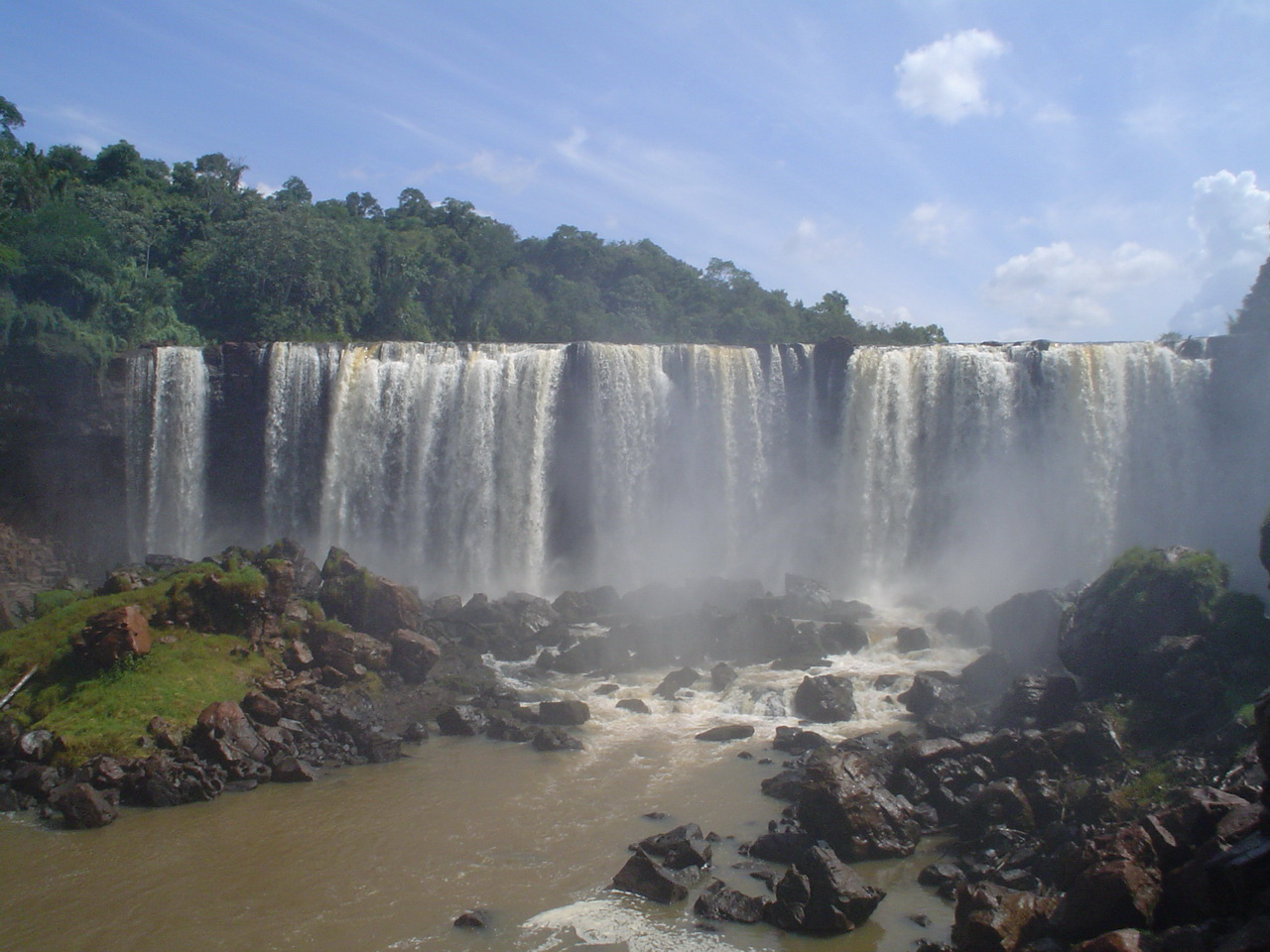
Cascate del Ñacunday

## Caratteristiche
La località è stata fondata nel 1973 con il nome di Puerto Paranambú; all'interno del distretto è presente il "Parco Nazionale Ñacunday", istituito nel 1975 e ampliato nel 1993.